# Iwan Altschewskyj

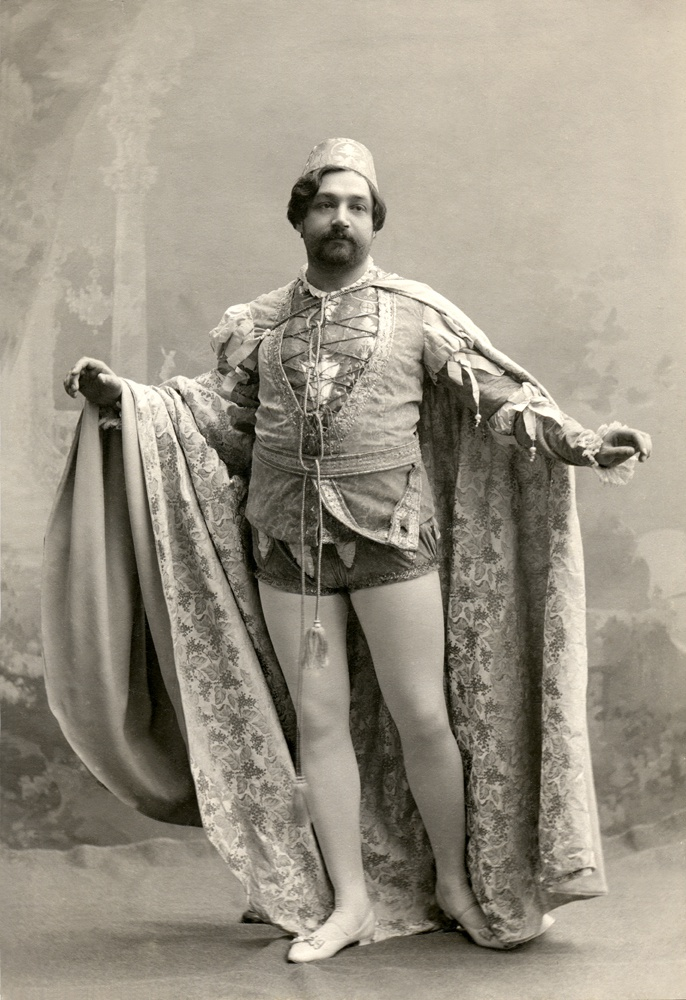
Iwan Altschewskyj während einer Opernaufführung

Iwan Oleksijowytsch Altschewskyj, auch Iwan Altschewsky, in Frankreich als Jean Altschewsky (* 15. Dezemberjul. / 27. Dezember 1876greg. in Charkow, Gouvernement Charkow, Russisches Kaiserreich; † 27. Apriljul. / 10. Mai 1917greg. in Baku) war ein ukrainischer Opernsänger (Tenor).

## Leben
Iwan Altschewskyj kam als Sohn der Pädagogin Chrystyna Altschewska (1841–1920) und des Industriellen und Bankiers Oleksij Altschewskyj in Charkiw zur Welt.
Bis zum Frühjahr 1901 studierte er am Naturwissenschaftlichen Institut für Physik und Mathematik der Universität Charkow.
Nach dem Tod seines Vaters ging er, um seine Familie finanziell zu unterstützen, nach Sankt Petersburg und begann seine Karriere als Opernsänger im Mariinski-Theater, wo er bis 1905 als Solist auftrat.
Im Sommer 1902 ging er nach Paris, um sich von Jean de Reszke unterrichten zu lassen und von anderen Sängern zu lernen. 1905 sang er im Opernhaus „La Monnaie“ in Brüssel.
Weiterhin war Iwan Altschewskyj zwischen 1908 und 1910 Solist an der Pariser Opéra Garnier sowie von 1910 bis 1914 am Bolschoi-Theater in Moskau und trat an den Opernhäusern in Odessa, Jekaterinoslaw, Charkow, Baku, sowie in westeuropäischen und amerikanischen Städten auf.
Auf einer Operntournee nach Baku musste er nach wenigen Auftritten in die dortige psychiatrische Klinik eingeliefert werden, in der er verstarb. Sein Leichnam wurde im Anschluss zur Beisetzung mit dem Zug nach Charkiw transportiert.